# María Paz Ausín
María Paz Ausín (ur. 16 lutego 1982) – chilijska lekkoatletka, tyczkarka.

## Osiągnięcia
| Rok  | Zawody                                   | Miasto   | Miejsce     | Wynik |
| ---- | ---------------------------------------- | -------- | ----------- | ----- |
| 2000 | Mistrzostwa świata juniorów              | Santiago | 14. miejsce | 3,50  |
| 2001 | Mistrzostwa Ameryki Południowej          | Manaus   | 3. miejsce  | 3,70  |
| 2001 | Mistrzostwa Ameryki Południowej juniorów | Santa Fe | 3. miejsce  | 3,75  |
| 2001 | Mistrzostwa panamerykańskie juniorów     | Santa Fe | 3. miejsce  | 3,85  |

Dwukrotna mistrzyni kraju (1999 & 2001).

## Rekordy życiowe
- Skok o tyczce – 3,85 (2001)